# Taylor St. Clair
 (novembre 2010).
Si vous disposez d'ouvrages ou d'articles de référence ou si vous connaissez des sites web de qualité traitant du thème abordé ici, merci de compléter l'article en donnant les références utiles à sa vérifiabilité et en les liant à la section « Notes et références ».
Taylor St. Clair, née le 1er juin 1969 à Richmond, est une actrice pornographique américaine.

## Biographie
Elle débuta comme stripteaseuse à Los Angeles pour payer ses études. Elle rentra ensuite dans l'industrie du X en 1995.
Elle est apparue dans plus de 380 films X, d'abord des films érotiques et de série B puis dans des films X notamment dans Snoop Dogg's Doggystyle (2000).

## Citations
- « I almost feel out of style in this city (Los Angeles) with real breasts! I thank God that I was born with breasts that I am happy with because if I wasn't happy with them I do not know if I would have the guts to get implants ».

Ce qui peut se traduire par :
« J'ai toujours eu l'impression de sortir du moule dans cette ville (Los Angeles) avec ma poitrine naturelle ! Je remercie Dieu d'être née avec des seins qui me plaisent car si je n'avais pas été satisfaite, je ne sais pas si j'aurai eu les tripes pour me faire poser des implants ».

## Filmographie

### Films érotiques
- 1996 : Femalien : Gina
- 1996 : Virtual Encounters : Maggie
- 1997 : The Exotic House of Wax : l'acolyte blonde
- 1998 : Lolita 2000 : Jolene
- 2000 : Jinx'd
- 2003 : The Best Sex Ever (série télévisée)
- 2004 : Hellcats in High Heels 3

### Films porno
- Lesbian Latex 2 (2007)
- Lexington: Hard as Steele (2006)
- World Famous Cumshots (2006)
- Bind and Gag the Topless Girls! (2005)
- Going Off the DP End (2005)
- Pussyman's Decadent Divas 26 (2005)
- Lesbian Big Boob Nurses (2004)
- Busty Naturals: The Brunettes (2004)
- Pussyman's Decadent Divas 23 (2004)
- Naughty Nurses (2004)
- Irresistible Temptations (2004)
- Cum Buckets! (2004) (V)
- Private Times Video 485: Santa Fey & KC (2004)
- Boss Bitches 18 (2004)
- Big Tits on Hot Chicks (2004)
- No Man's Land Director's Choice (2003)
- A-Train 4: Urban Anal Assault (2002)
- V-Eight 4 (2002)
- Uninhibited (2002)
- Chic Boxing (2002)
- Service Animals 7 (2002)
- Heavy Handfulls (2002)
- Double Team Trouble (2002)
- Club TropiXXX (2002)
- Pussyman's Decadent Divas 20 (2002)
- The Fashionistas (2002)
- Hustlaz: Diary of a Pimp (2002)
- The Violation of Nikita Denise (2002)
- Breathe (2001)
- Erotic Interludes (2001)
- The Wish (2001)
- Filthy Little Whores 2 (2001)
- Fuck Frenzy 4 (2001)
- Double Stuffed Honeys 2 (2001)
- Boobalicious (2001)
- Balls Deep 2 (2001)
- Action Sports Sex 11 (2001)
- Confessions (2001)
- Fade to Black (2001)
- North Pole #18 (2001)
- Pussyman's Decadent Divas 16 (2001)
- Pussyman's Decadent Divas 14 (2001)
- Pussyman's Decadent Divas 11 (2001)
- Cumback Pussy 40 (2001)
- Sodomania Slop Shots 10 (2001)
- Underworld (2001)
- Blowjob Adventures of Dr. Fellatio 32 (2001)
- Where the Girls Sweat 5 (2001)
- No Man's Land Interracial Edition 4 (2000)
- Pussyman's Decadent Divas 10 (2000)
- American Cocksucking Championship 7 (2000)
- In the Days of Whore (2000)
- Lewd Conduct 9 (2000)
- Blue Matrix (2000)
- 69th Sense (2000)
- Ace in the Hole (2000)
- Nice Rack 6 (2000)
- Hot Bods and Tail Pipe #16 (2000)
- Lesbian Pussy Power 4 (2000)
- Pussyman's Decadent Divas 2 (1999)
- Pussyman's Decadent Divas 1 (1999)
- This Year's Blond Y2K (1999)
- Voluptuous (1999)
- Lipstick Lesbians 6 & 7 (1999)
- No Man's Land 22 (1998)
- Hotel Exotica (1998)
- Masseuse 3 (1998)
- Lingerie Party (1998)
- Mayfair Madam (1997)

Source : imdb

## Récompenses
- AVN Awards

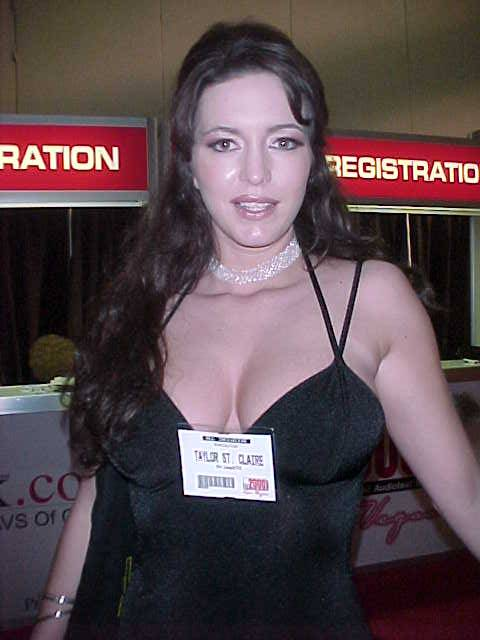

  - 2004 Best Group Sex Scene - Looking In
  - 2003 Meilleure actrice dans un film (Best Actress - Film) pour The Fashionistas[2]
  - 2003 Best All-Girl Sex Scene - The Fashionistas avec Belladonna
  - 2003 Best Group Sex Scene - The Fashionistas avec Friday, Sharon Wild et Rocco Siffredi
  - 2002 Best All-Girl Sex Scene - Where The Girls Sweat 5
  - 2002 Best Group Sex Scene - Film for Fade to Black
- XRCO Awards
  - 2002 Best Male-Female Sex Scene, (The Fashionistas)
  - 2002 Best Girl-Girl Sex Scene, pour (The Fashionistas)
  - 2002 Best Group Sex Scene, (The Fashionistas)